# John J. Harvey
John J. Harvey  es un bote de bomberos histórico ubicado en Nueva York, Nueva York.  John J. Harvey se encuentra inscrito  en el Registro Nacional de Lugares Históricos desde el 15 de junio de 2000. 

## Ubicación
John J. Harvey se encuentra exhibido como buque museo dentro del condado de Nueva York en las coordenadas 40°45′00″N 74°00′39″O / 40.75, -74.010833.